# Alpi e Prealpi Bergamasche
Le Alpi e Prealpi Bergamasche (dette anche Alpi e Prealpi Orobie o Alpi e Prealpi Lombarde Centrali) sono una sezione delle Alpi, poste a sud della catena principale alpina. Si trovano in Lombardia (Provincia di Bergamo e, marginalmente, Provincia di Sondrio, Provincia di Lecco, Provincia di Brescia).

## Classificazione

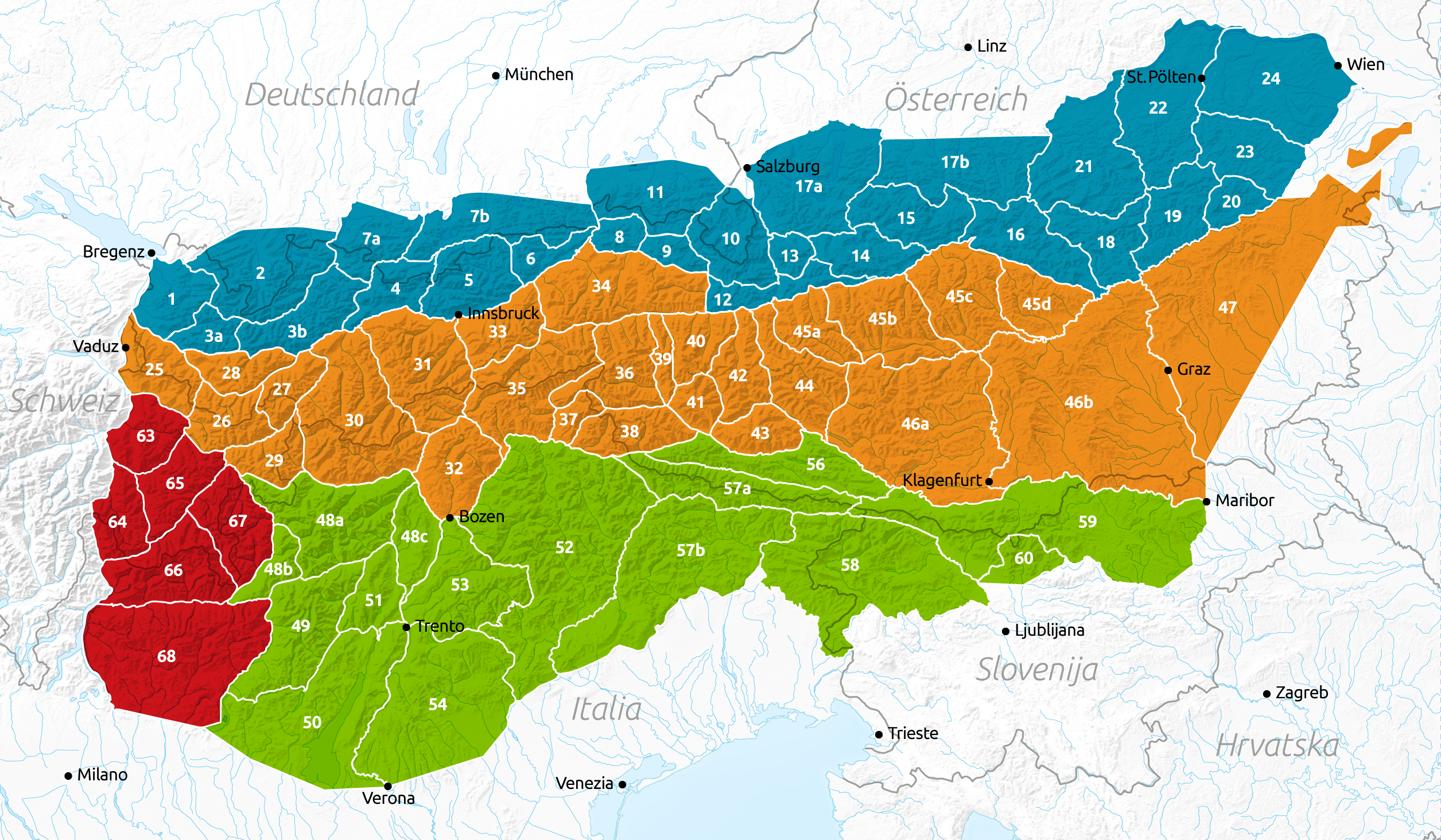
Le Alpi e Prealpi Bergamasche secondo l'AVE sono individuate dal numero 68.

Secondo la Partizione delle Alpi del 1926 facevano erroneamente parte della più ampia sezione delle Prealpi lombarde.
Secondo la SOIUSA costituiscono una sezione alpina a sé stante.
Secondo l'AVE costituiscono il gruppo 68 di 75 nelle Alpi Orientali.

## Confini
Sono comprese tra il bacino dell'Adda (comprensivo dei laghi di: Como, Olginate e Garlate) a nord e ovest e il passo dell'Aprica e la valle di Corteno a nord-est, il bacino dell'Oglio (ovvero val Camonica e lago d'Iseo) a est e la pianura padana a sud.
Confinano a nord con le Alpi Retiche occidentali; a nord-est con le Alpi Retiche meridionali; ad est con le Prealpi Bresciane e Gardesane; a sud si stemperano nella pianura padana e ad ovest con le Prealpi Luganesi

## Suddivisione

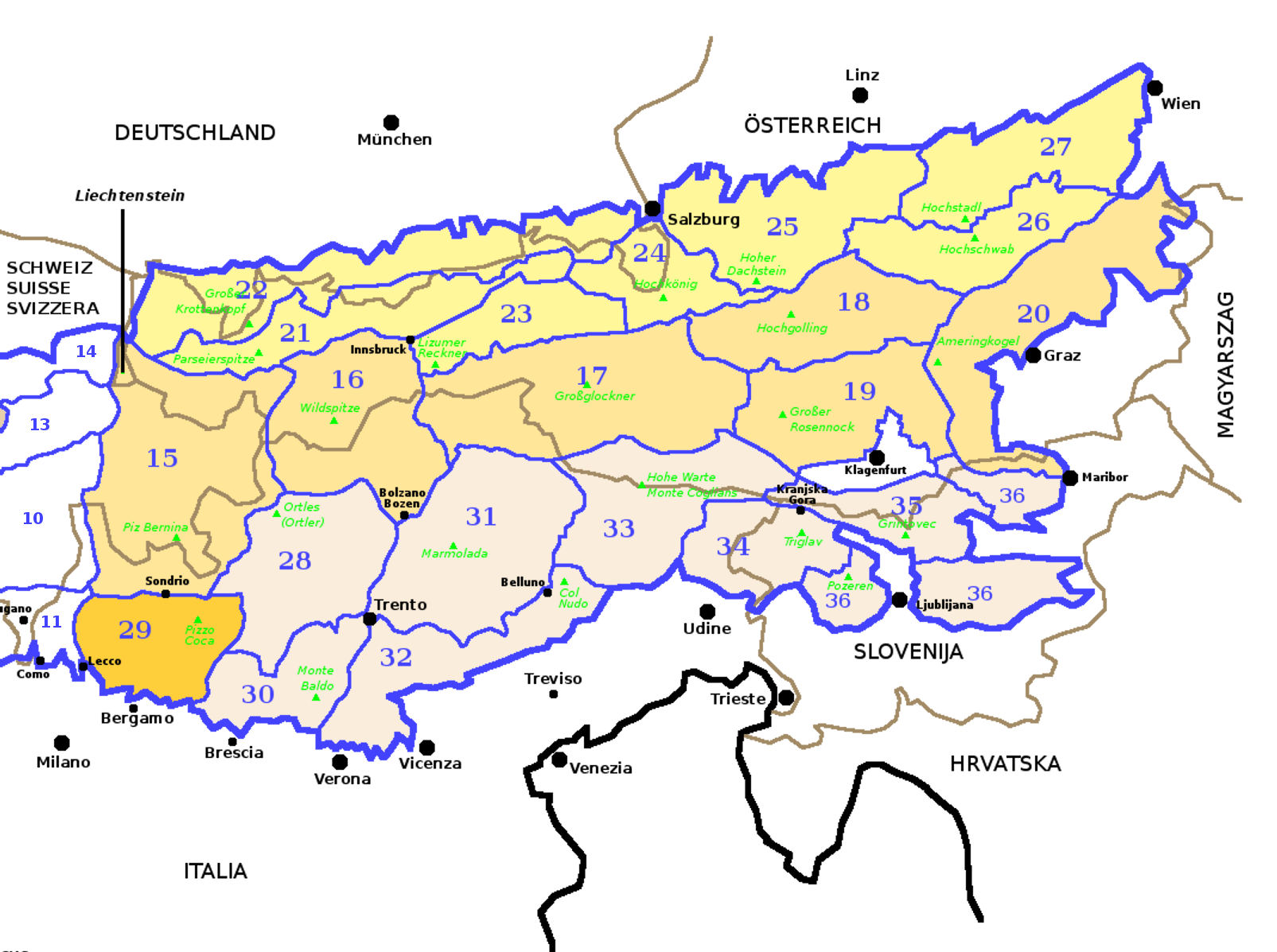
Le Alpi e Prealpi Bergamasche (sezione n. 29) nelle Alpi Orientali

In accordo con le definizioni della SOIUSA le Alpi Orobie e Prealpi Bergamasche si suddividono in due sottosezioni e cinque supergruppi:
- Alpi Orobie
  - Alpi Orobie Orientali
  - Alpi Orobie Occidentali
- Prealpi Orobie
  - Prealpi Bergamasche Occidentali
  - Prealpi Bergamasche Centrali
  - Prealpi Bergamasche Orientali

Le Alpi Orobie sono separate a sud dalle Prealpi Bergamasche dalla Valsassina e da una serie di valli secondarie delle valli: Valle Imagna, Brembana (Valtorta), Seriana (val Canale) e Camonica (val Nembo con val di Scalve e val Paisco)